# Salvia eichleriana
Salvia eichleriana là một loài thực vật có hoa trong họ Hoa môi. Loài này được Heldr. ex Halácsy miêu tả khoa học đầu tiên năm 1899.